# Tibellus chamberlini
Tibellus chamberlini es una especie de araña cangrejo del género Tibellus, familia Philodromidae. Fue descrita científicamente por Gertsch en 1933.

## Distribución
Esta especie se encuentra en Canadá y los Estados Unidos.